# Neoavantgárd
A Neoavantgárd (franciául: Neoavantgarde, a görög neosz: „új” és a francia avantgarde: „élcsapat” szóból ered) az 1910-1930-as évek avantgárd művészetét (expresszionizmus, kubizmus, futurizmus, dadaizmus, konstruktivizmus, szürrealizmus) újra felfedező képzőművészeti irányzat az 1960-as évek elejétől főleg Közép-Európában. A művészeket a filozófia, a természet- és humán tudományok is érdeklik, a valóság egészét próbálják birtokba venni, a l’art pour l’art helyett le akarják bontani a művészetet és a mindennapokat elválasztó falakat.

## Miért neo a neoavantgárd?
A hatvanas évek nemzetközi művészetére nagy hatással voltak azok a baloldali mozgalmak, ideológiák, amelyek végül az 1968-as diáklázadások eseményeiben kulmináltak, az 1950-es évek meditatív, politika- és ideológiamentes művészetével szemben. A francia "Új-realizmus" irányzat, vagy a New York-i Pop-art és Fluxus mozgalmak ugyan alapjaiban változtatták meg a kor művészetszemléletét, Magyarországra azonban csak töredékes információk jutottak, ugyanis az ötvenes-hatvanas évek hazai kultúrpolitikája, a Három T (Tűr-Támogat-Tilt) rendszere szigorú felügyelet alatt tartotta a hazai kulturális termelést. Ennek következményeképpen a magyar képzőművészeti életben folytonossági hiány lépett fel, az 1948-ban elhallgattatott Európai Iskola és a hatvanas, hetvenes évek első progresszív kiállításai az 1968-as, 1969-es Iparterv sorozat és a Balatonboglári Kápolnaműterem tárlatok között.
Emiatt az időbeli és kommunikációs szakadék miatt magyarországi avantgárd művészek második hullámát inkább neo-előtaggal illetik, amelynek az angol fordítása problémás, ugyanis nyugaton ugyanez a folyamat látszólag megszakítások nélkül ment végbe.

## Neoavantgárd a képzőművészetben
Az első igazán jelentős hazai, neoavantgárdhoz köthető képzőművészeti események az 1968-69-es Iparterv kiállítások, amelyeken festők és szobrászok egy újabb generációja mutatkozik be, itt láthatóak az első hazai happeningek, pop-art, op-art és hiperrealizmus ihlette munkák. A legfontosabb kiállítók: Jovánovics György, Méhes László, Bak Imre, Nádler István, Hencze Tamás, Major János. 1970-től 1973-ig nyaranta , Balatonboglári Kápolnatárlatok néven megrendezett illegális kiállításokon bontakozik ki a mozgalom, melynek jeles képviselői Erdély Miklós, Hajas Tibor, Szentjóby Tamás, Maurer Dóra, Pauer Gyula, Türk Péter, Altorjai Sándor, Jovánovics György, Harasztÿ István, Halász Péter az események szervezője, Galántai György.
A hetvenes évek második felétől a neoavantgárd feldarabolódik, más és más lendülettel érvényesül a különböző szakterületeken. Az eredeti neoavantgárd nemzedékből többen elhagyják az országot, vagy inkább saját szűken vett területükre koncentrálnak és az avantgárd lendület inkább a kísérletezésben érvényesül, mint egy általános, világmegváltó szemléletben. Hajas Tibor 1980-ban és Erdély Miklós 1986-ban bekövetkezett halála már egy új, líraibb a festőiségre nagyobb hangsúlyt helyező irányzat kezdetét jelezte.

## Neoavantgárd az irodalomban
Nemcsak a képzőművészetben, hanem más művészeti ágakban is jelentkezett a neoavantgárd irányzat, pl. a szépirodalomban Václav Havel cseh író drámáiban, Ştefan Baciu román költő verseiben. Nálunk Magyarországon a 20. század második felében pl. Nagy László, Tandori Dezső, Bíró József, Petőcz András, Nagy Pál, Géczi János stb. sorolhatók a neoavantgárd vonalba, képverseket is írtak. A szerbiai magyar nyelvű Új Symposion c. szépirodalmi lap számos alkotója, Tolnai Ottó, Domonkos István, Sziveri János, Fenyvesi Ottó, Végel László, a neoavantgárd irányt követte. Romániában a Forrás-nemzedékek költői, írói tartoztak ezen irányvonalba, köztük például a Kimaradt Szó (1979) című antológia 20 költője.